# Джон Гарфилд
Джон Гарфилд (англ. John Garfield, настоящее имя Яков Юлий Гарфинкль, англ. Jacob Julius Garfinkle; 14 марта 1913 — 21 мая 1952) — американский актёр.

## Биография
Будущий актёр родился в Нью-Йорке в семье еврейских иммигрантов из России, Давида и Ханны Гарфинкль. После смерти матери он был направлен в школу для трудных детей в Бронксе, где впервые проявил свои способности к актёрскому мастерству. В начале 1930-х ему удалось получить стипендию в актёрскую школу Марии Успенской, благодаря чему в 1932 году он уже дебютировал на Бродвее. Вскоре Гарфилд стал довольно известен в театральных кругах Нью-Йорка, а знаменитый сценарист Клиффорд Одетс специально для него даже написал пьесу «Золотой мальчик». Но по стечению обстоятельств, Гарфилд так и не был задействован в ней в главной роли в основном составе, а довольствовался лишь ролью на подмене.
В 1937 году Джон Гарфилд решил оставить Бродвей и попытать счастье в Голливуде. Спустя всего год работы там, актёр получил признание критики и номинацию на премию Американской киноакадемии за лучшую мужскую роль второго плана в фильме «Четыре дочери» с сёстрами Лейн в главных ролях.
Со вступлением США во Вторую мировую войну Гафрилд добровольцем записался в ряды американской армии, но получил отказ из-за болезни сердца. Несмотря на это, он всё равно решил приложить все свои усилия для поддержки американских солдат, и вместе с актрисой Бетт Дейвис стал движущей силой в работе клуба Голливудская столовая, предлагавшего питание и развлечения для американских солдат. Позже, актёр отправился в Югославию, где принимал участие в организации развлекательных программ для военнослужащих.

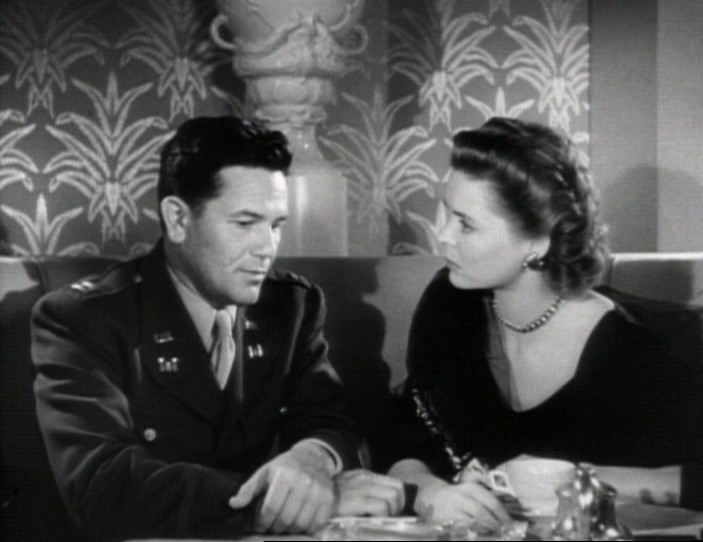
С Дороти МакГуайер в «Джентльменском соглашении» (1947)

В послевоенные годы у Гарфилда было сразу несколько крупных ролей в знаменитых голливудских фильмах, среди которых Фрэнк Чэмберс в нуаре «Почтальон всегда звонит дважды» (1946), Пол Борей в романтическом фильме «Юмореска» (1946) и Дейв Голдман в драме «Джентльменское соглашение» (1947).
В 1948 году актёр во второй раз получил номинацию на «Оскар» за роль Чарли Дэвиса в фильме «Тело и душа». В том же году он вернулся на Бродвей, где сыграл в пьесе «Скиппер рядом с Богом». После того, как его контакт со студией подошёл к концу, Гарфилд решил его не продлевать, а организовал собственную независимую продюсерскую компанию, став одним из пионеров в этом направлении.
Гарфилд, будучи сторонником либеральных политических взглядов, поддерживал Комитет по защите Первой поправки к Конституции, который выступал против вмешательства правительственных сил в политические убеждения граждан. Его супруга, Роберта Сейдман, состояла в Коммунистической партии США, из-за чего и сам актёр подозревался в симпатиях к коммунистам. Во время его визита в Комитет по расследованию антиамериканской деятельности, который расследовал предполагаемые коммунистические инфильтрации в США, Джон Гарфилд отказался назвать известных ему членов компартии или их последователей, из-за чего навлёк на себя гнев комитета и попал в чёрный список Голливуда. Отсутствие интересных предложений на съёмки вынудили актёра вернутся на Бродвей, где в 1952 году он всё-таки сыграл главную роль в написанной для него пьесе «Золотой мальчик». Во время выступления он получил повестку в суд для дачи показаний перед HUAC.
Длительные проблемы с сердцем, которые преследовали актёра ещё с детства, усугублённые стрессом из-за нахождения в чёрном списке Голливуда, привели к скоропостижной смерти Джона Гарфилда в мае 1952 года в возрасте 39 лет. Он похоронен на кладбище Уэстчестер-Хиллз в Гастингсе-на-Гудзоне (штат Нью-Йорк).
Его вклад в развитие американской киноиндустрии был отмечен звездой на Голливудской аллее славы.

## Избранная фильмография
| Год  |   | Русское название               | Оригинальное название          | Роль                         |
| ---- | - | ------------------------------ | ------------------------------ | ---------------------------- |
| 1938 | ф | Четыре дочери                  | Four Daughters                 | Микки Борден                 |
| 1939 | ф | Они сделали меня преступником  | They Made Me a Criminal        | Джонни Брэдфилд / Джек Дорни |
| 1939 | ф | Пыль будет моей судьбой        | Dust Be My Destiny             | Джо Белл                     |
| 1939 | ф | Хуарес                         | Juarez                         | Порфирио Диас                |
| 1941 | ф | Морской волк                   | The Sea Wolf                   | Джордж Лич                   |
| 1941 | ф | Берег в тумане                 | Out of the Fog                 | Гарольд Гофф                 |
| 1943 | ф | Военно-воздушные силы          | Air Force                      | Джо Виноцки                  |
| 1943 | ф | Никто не вечен                 | Nobody Lives Forever           | Ник Блейк                    |
| 1943 | ф | Падший воробей                 | The Fallen Sparrow             | Джон «Кит» Маккиттрик        |
| 1946 | ф | Почтальон всегда звонит дважды | The Postman Always Rings Twice | Фрэнк Чемберс                |
| 1946 | ф | Юмореска                       | Humoresque                     | Пол Борэй                    |
| 1947 | ф | Тело и душа                    | Body and Soul                  | Чарли Дэвис                  |
| 1947 | ф | Джентльменское соглашение      | Gentleman's Agreement          | Дэйв Голдмен                 |
| 1948 | ф | Сила зла                       | Force of Evil                  | Джо Морс                     |
| 1949 | ф | Мы были чужими                 | We Were Strangers              | Джон Феннер                  |
| 1950 | ф | Переломный момент              | The Breaking Point             | Гарри Морган                 |
| 1951 | ф | Он бежал всю дорогу            | He Ran All the Way             | Ник Роби                     |